# Jan Krüger (Regisseur)
Jan Krüger (* 23. März 1973 in Aachen) ist ein deutscher Filmregisseur der Berliner Schule.

## Leben
Von 1992 bis 1996 studierte er Elektrotechnik, Physik und Sozialwissenschaften an der RWTH Aachen. An der Kunsthochschule für Medien Köln begann er anschließend ein Filmstudium, das er 2001 abschloss. Für WDR und ZDF arbeitet er seit 1998 ebenso wie im Werbebereich.
Sein 21-minütiger Kurzfilm Freunde, seine Abschlussarbeit auf der Kunsthochschule, wurde auf den Internationalen Filmfestspielen von Venedig 2001 mit dem Silbernen Löwen als „bester Kurzfilm“ und dem Prix UIP ausgezeichnet; dadurch war er für den Europäischen Filmpreis nominiert. 2002 war dieser Film auch für den Deutschen Kurzfilmpreis nominiert. In diesem Film geht es um zwei sechzehnjährige Jungen, die miteinander erste Erfahrungen in mehrfacher Hinsicht machen.
Einen ersten langen Spielfilm brachte Krüger 2004 mit Unterwegs heraus. Dieser handelt von einem jungen Paar, das bei einem Campingurlaub Freundschaft mit einem Jungen schließt, der schließlich für den Rest des Sommers ihr Leben aus den Bahnen wirft.
2004 erhielt er den Förderpreis des Landes Nordrhein-Westfalen.
2007 erschien unter dem Titel Verführung von Engeln eine Kollektion von vier Kurzfilmen Krügers auf DVD. In allen Kurzfilmen porträtiert der Regisseur Liebesbeziehungen zwischen Männern, was ein Hauptthema seines Werks darstellt. Der Film Hotel Paradijs wurde koproduziert von Frank Stauss.
2011 gewann sein Film Auf der Suche den Preis für die beste weibliche Hauptrolle (Corinna Harfouch) bei einem der größten schwul-lesbischen Filmfestivals Europas, dem Lissabonner Queer Lisboa.
Jan Krüger wird zur Berliner Schule gezählt und arbeitet sehr häufig mit der Kamerafrau Bernadette Paaßen zusammen. 
2018 erschien im Alexander Verlag Berlin sein Handbuch Proben für Film über die Probenarbeit von Regie und Schauspiel beim Film.

## Filmografie
- 2000: Verführung von Engeln (Kurzfilm)
- 2001: Freunde (Kurzfilm)
- 2004: Unterwegs
- 2006: Tango apasionado (Kurzfilm)
- 2007: Hotel Paradijs (Kurzfilm)
- 2009: Rückenwind
- 2011: Auf der Suche
- 2016: Die Geschwister